# 두산연강재단
재단법인 두산연강재단(斗山蓮崗財團, Doosan Yonkang Foundation)은 1978년 10월 6일 설립된 장학, 학술, 문화 재단으로  두산그룹 초대회장 박두병의  호 '연강'을 이름으로 사용해 설립되었다. 서울특별시 종로구 종로33길 15 (연지동, 연강빌딩)에 있다. 

## 주요사업
- 장학사업
- 학술연구비지원사업
- 교사해외학술시찰사업
- 교육복지사업
- 도서보내기사업
- 문화사업

## 같이 보기
- 두산그룹

## 주사무소 및 분사무소 현황
- 주사무소: 서울특별시 종로구 종로33길 15 (연지동, 연강빌딩)
- 두산갤러리뉴욕: 미합중국 뉴욕주 뉴욕시 웨스트25스트리트 531